# Prêmio Contigo! de TV de melhor ator coadjuvante
O Prêmio Contigo! de TV de melhor ator coadjuvante de novela ou série é um prêmio oferecido anualmente desde 1996 pela Revista Contigo!.

## Recordes
- Ator mais jovem a ganhar: Gabriel Miller com 10 anos por Bugados (2020).
- Ator mais jovem a ser indicado: Kayky Brito com 16 anos por Chocolate com Pimenta (2004).
- Ator mais velho a ganhar: Ary Fontoura com 76 anos por A Favorita (2009).
- Ator mais velho a ser indicado: Lima Duarte com 75 anos por Da Cor do Pecado (2005).

## Vencedores e indicados

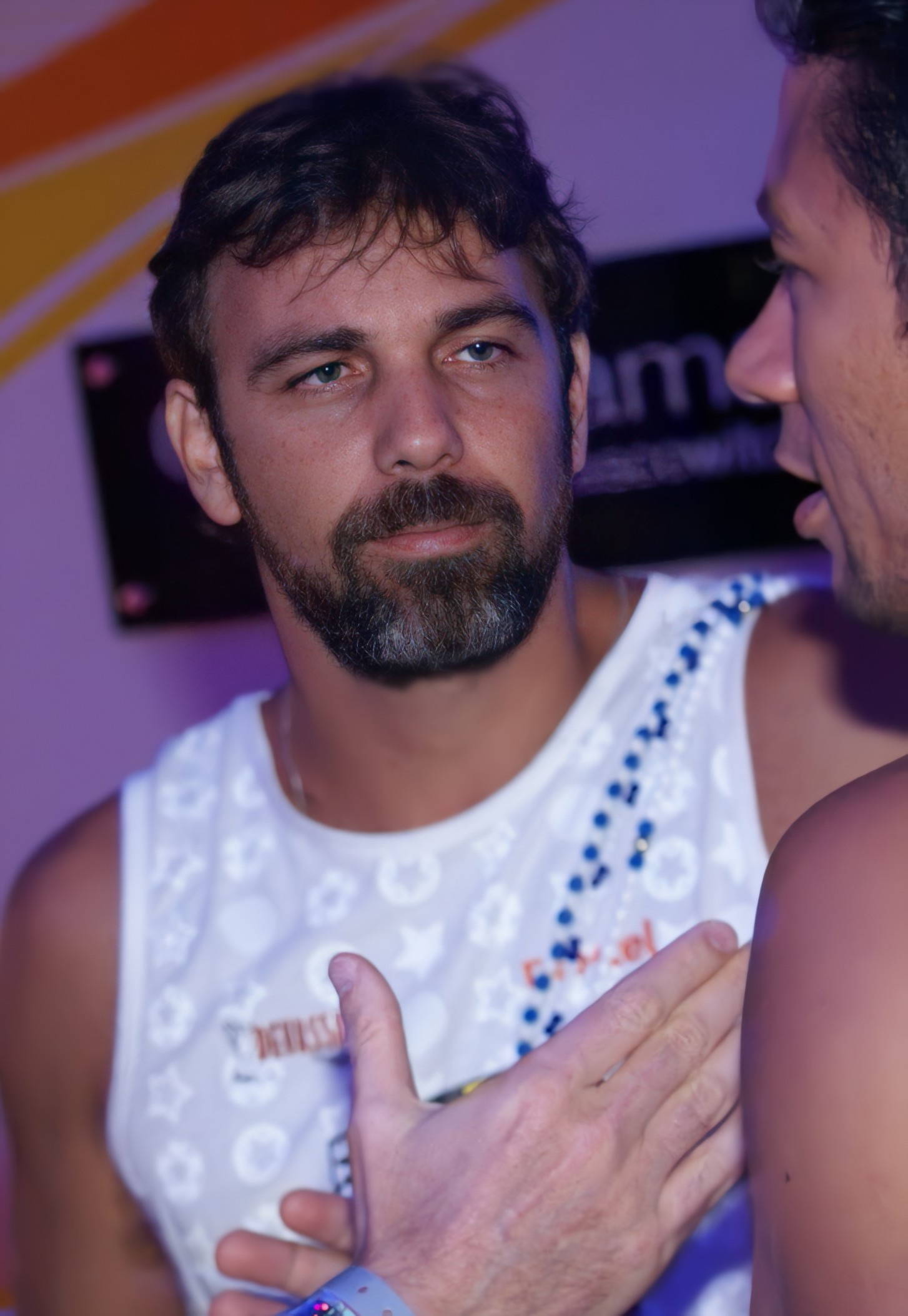
Marcelo Faria foi o primeiro vencedor em 1996 por Quatro por Quatro.

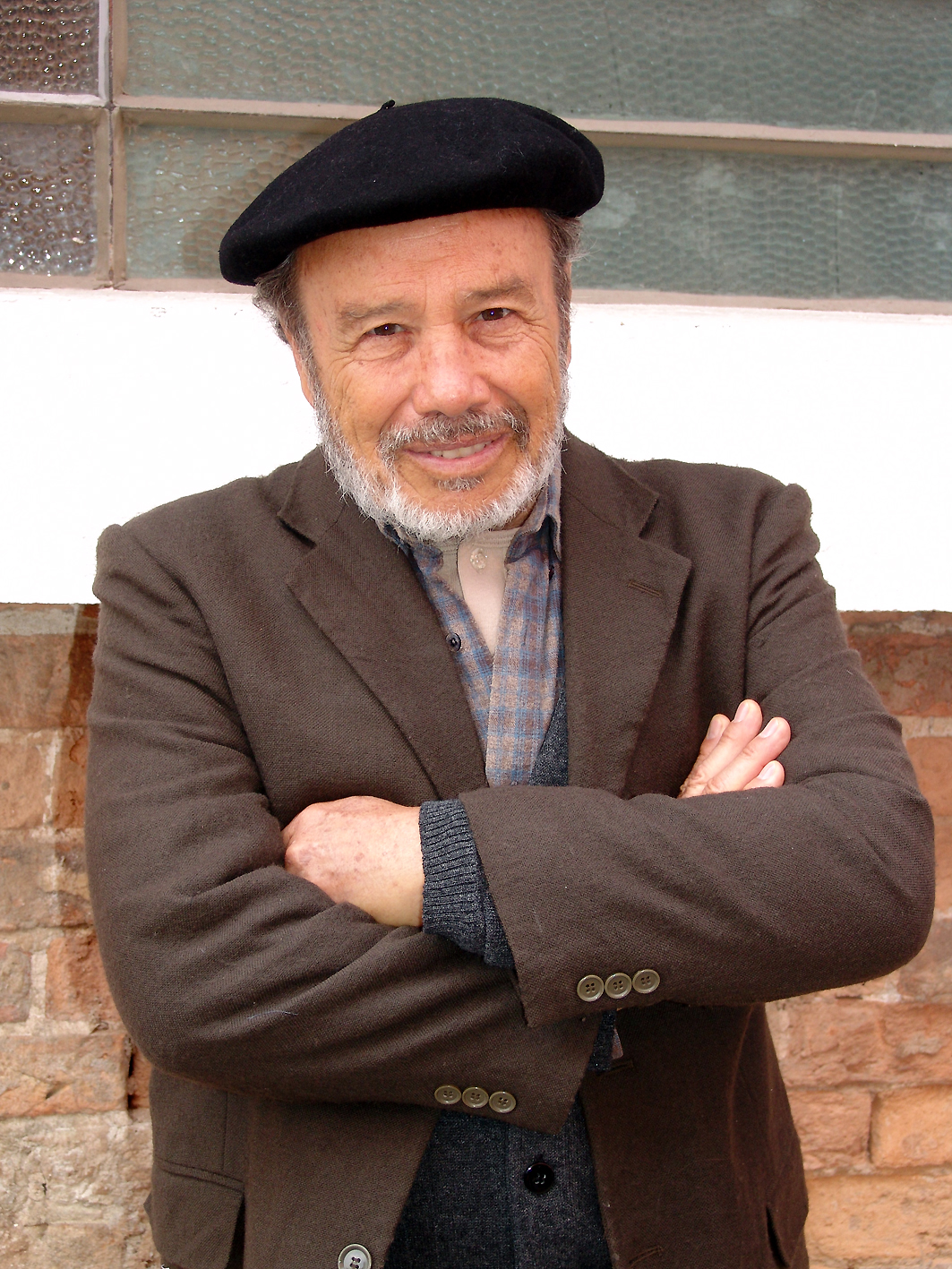
Stênio Garcia ganhou em 1997 por O Rei do Gado.

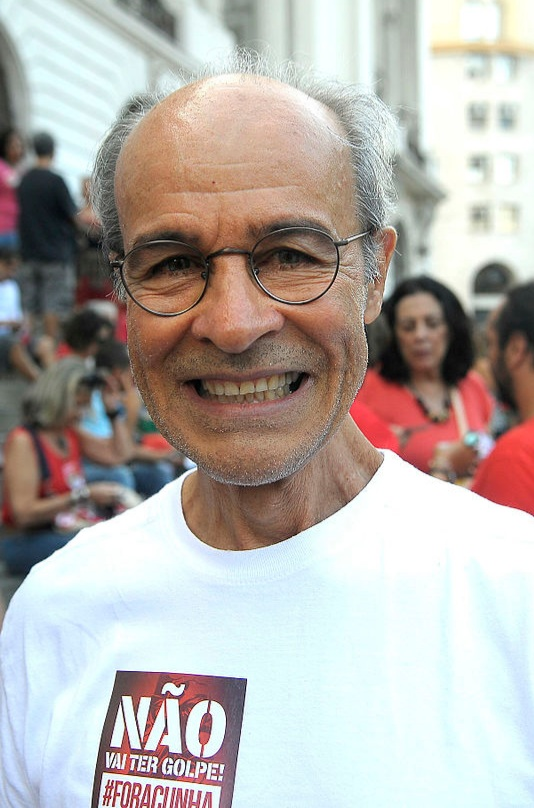
Osmar Prado ganhou duas vezes: por Chocolate com Pimenta em 2004 e por Pantanal em 2022.

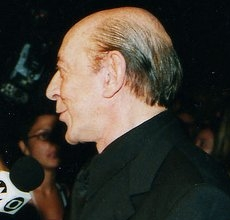
Raul Cortez ganhou em 2005 por Senhora do Destino.

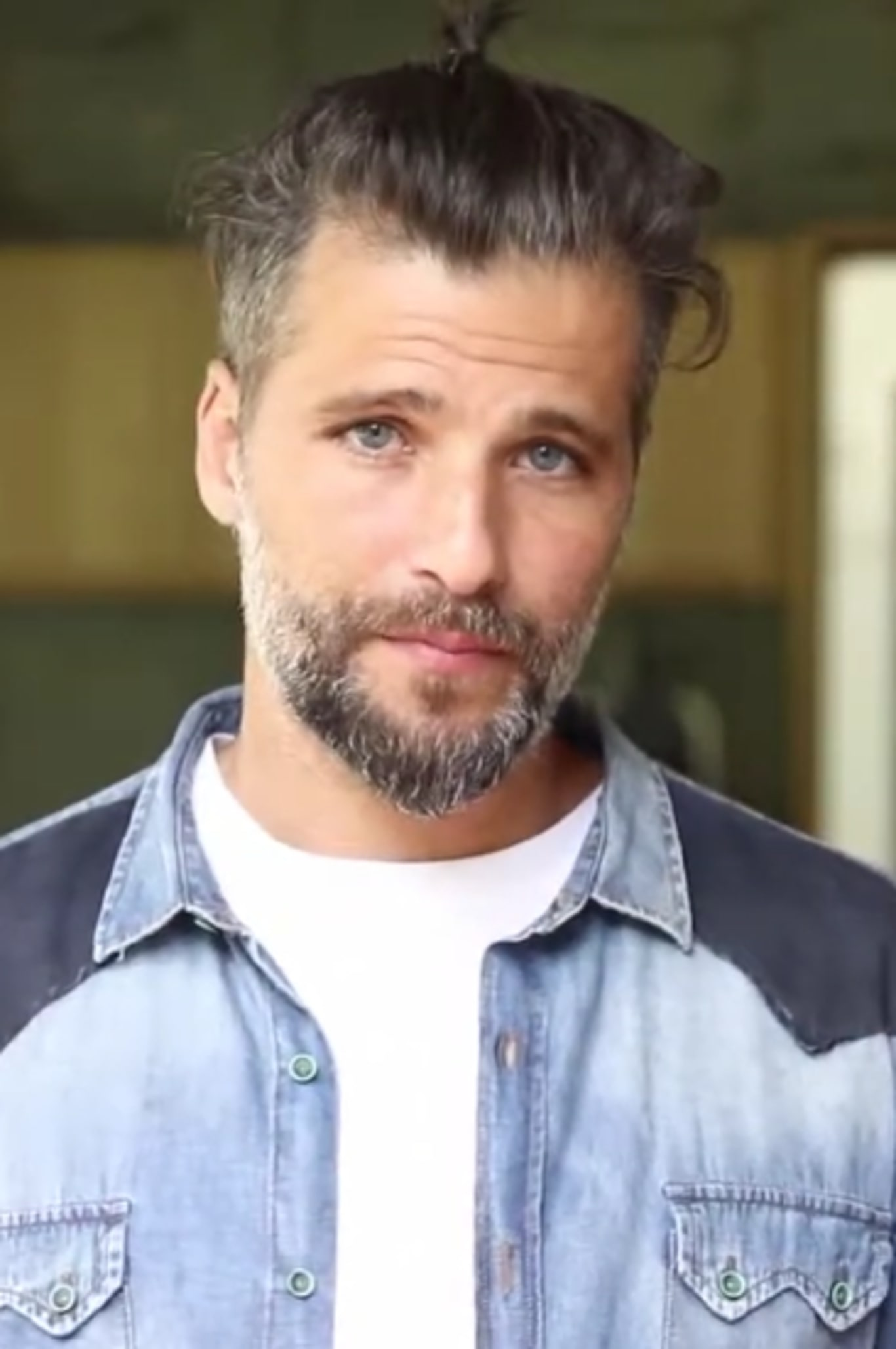
Bruno Gagliasso é o ator mais premiado: América (2006), Sinhá Moça (2007) e Caminho das Índias (2010)

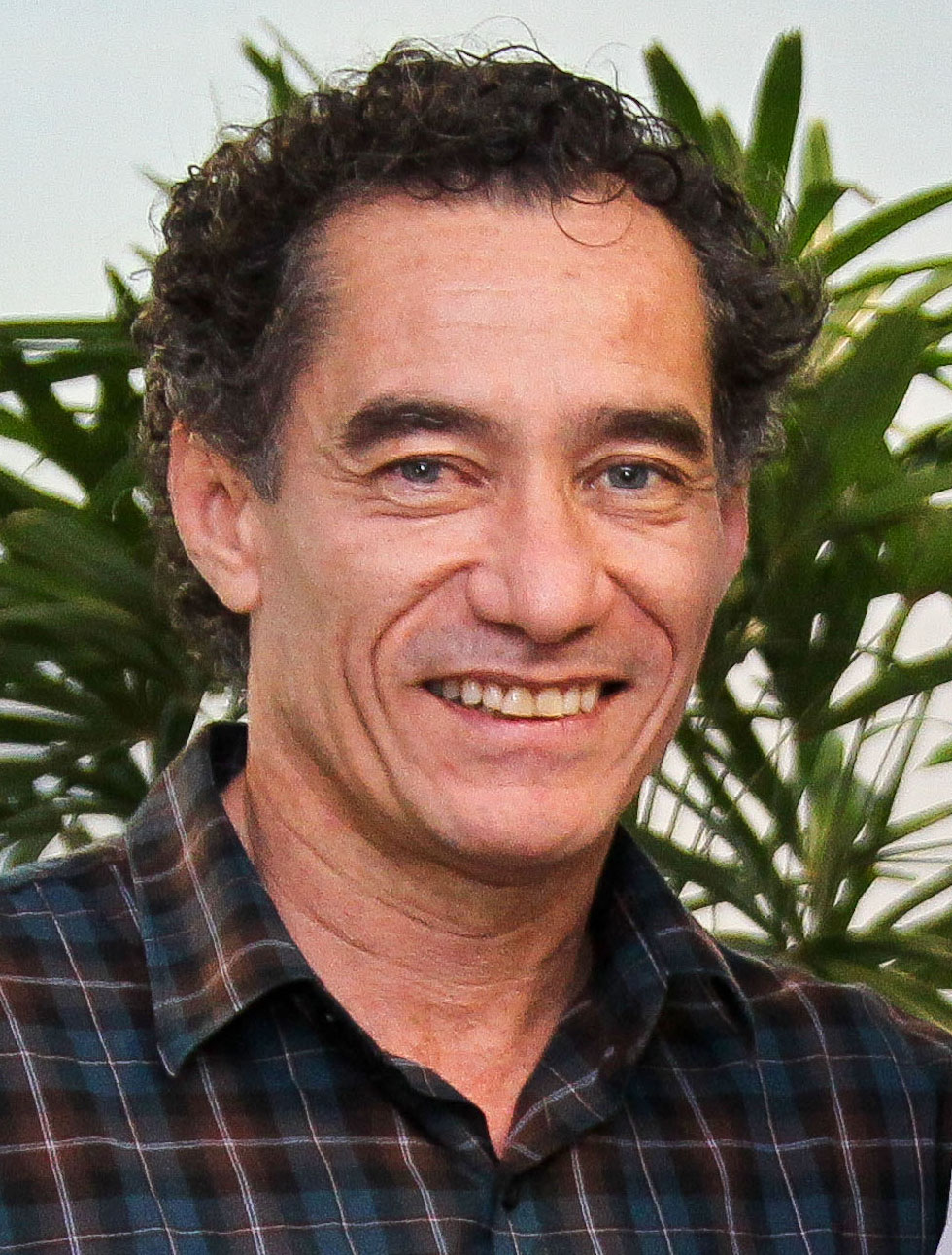
Chico Díaz ganhou em 2008 por Paraíso Tropical.

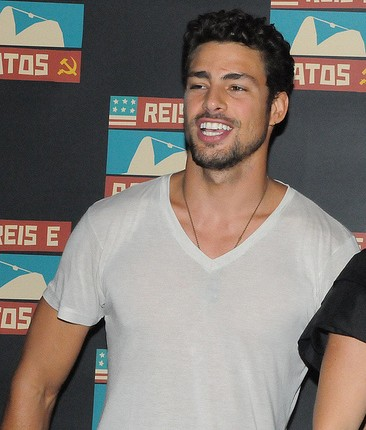
Cauã Reymond ganhou em 2011 por Passione.

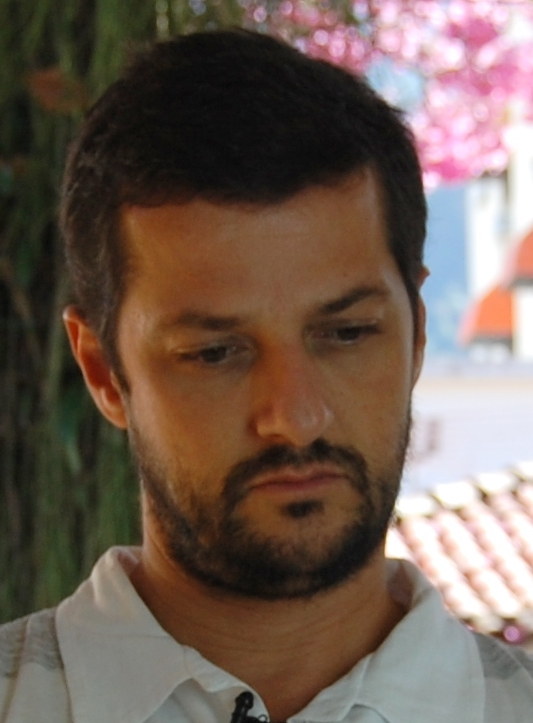
Marcelo Serrado ganhou em 2012 por Fina Estampa.

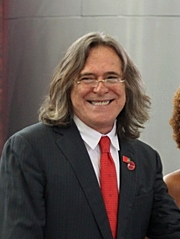
José de Abreu ganhou em 2013 por Avenida Brasil.

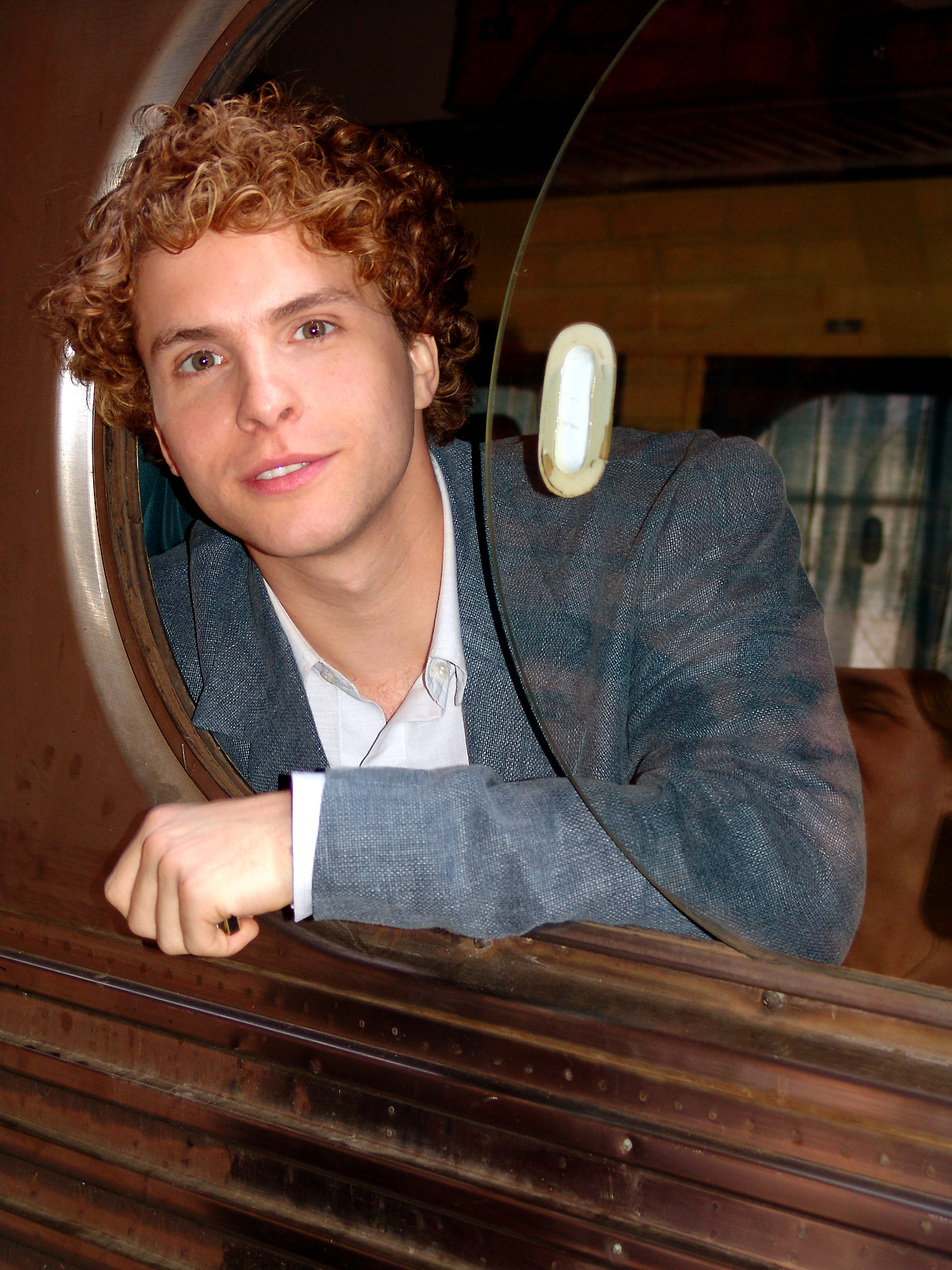
Thiago Fragoso ganhou em 2014 por Amor à Vida.

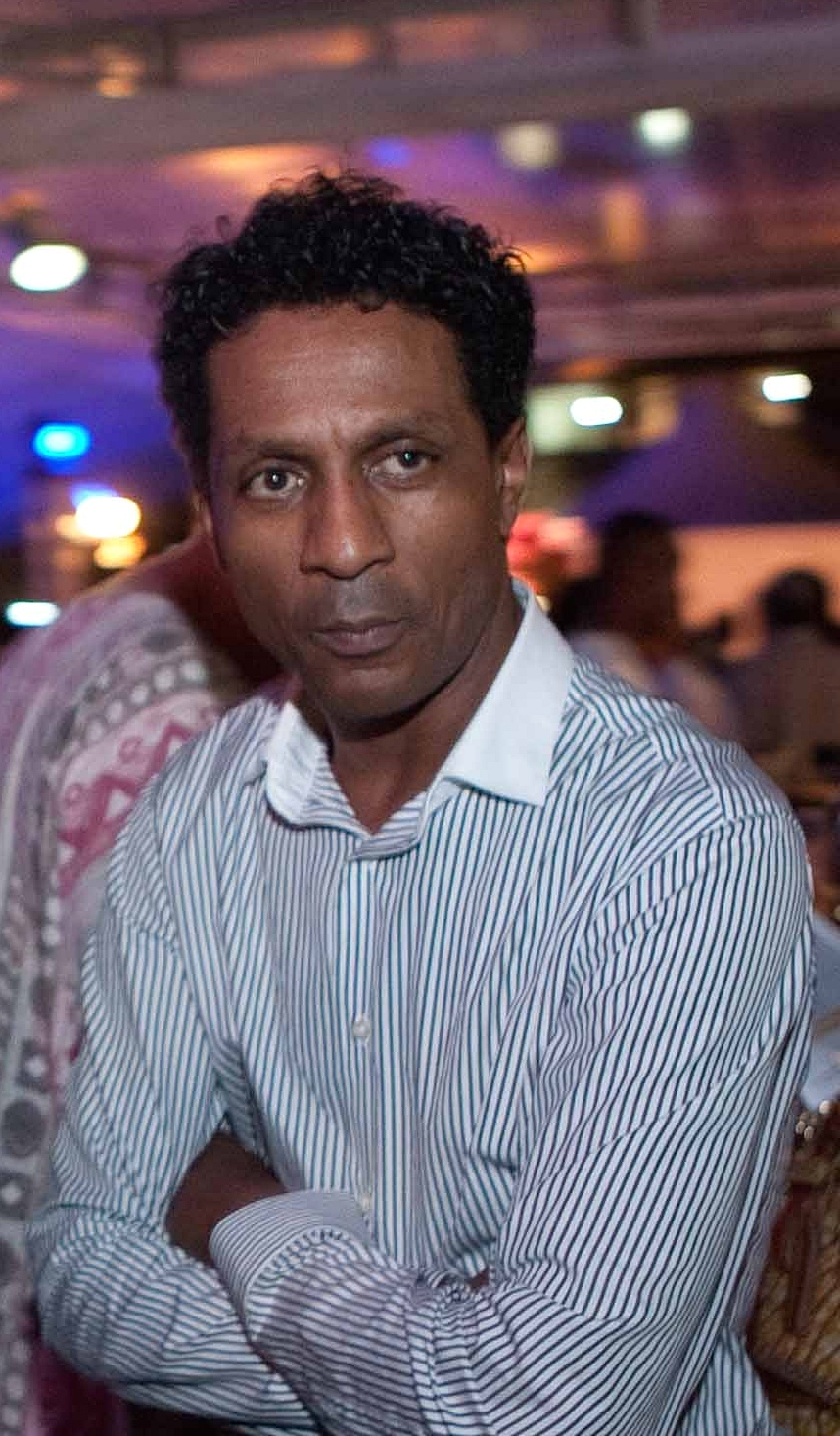
Luís Miranda ganhou por Geração Brasil (2015), sendo o primeiro ator negro a ganhar.

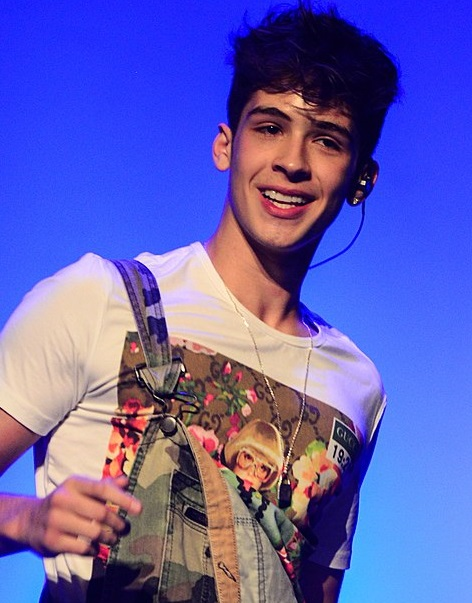
João Guilherme ganhou em 2018 e 2019 por As Aventuras de Poliana.

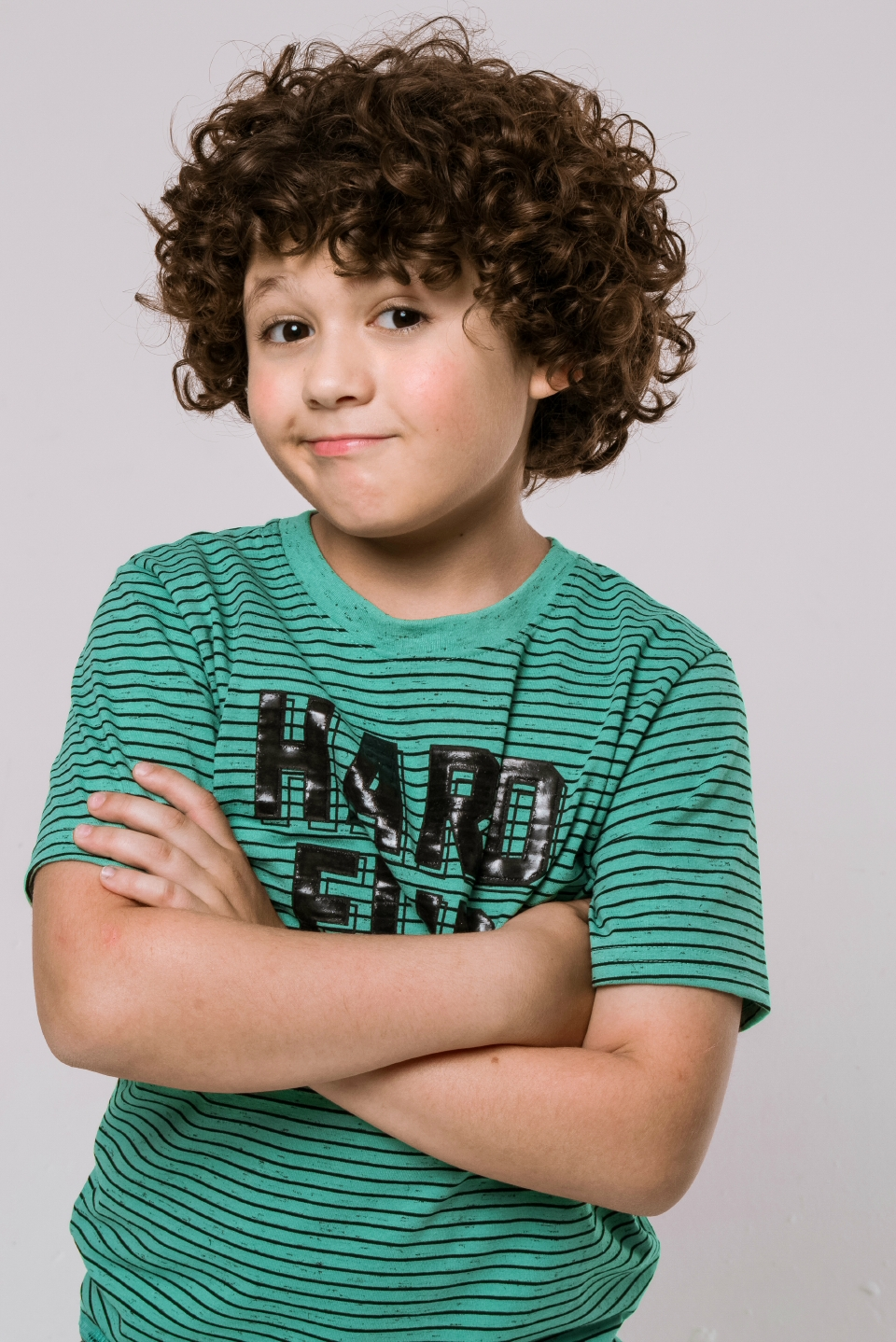
Gabriel Miller ganhou em 2020 por Bugados, sendo o ator mais jovem a ganhar nesta categoria, com apenas 10 anos.

### Década de 1990
| Ano  | Ator          | Programa          | Personagem                      | Emissora | Ref.  |
| ---- | ------------- | ----------------- | ------------------------------- | -------- | ----- |
| 1996 | Marcelo Faria | Quatro por Quatro | Gustavo Rossine Júnior (Ralado) | TV Globo | [ 1 ] |
| 1997 | Stênio Garcia | O Rei do Gado     | Zé do Araguaia                  | TV Globo | [ 2 ] |
| 1998 | Selton Mello  | A Indomada        | Emanuel Faruk                   | TV Globo | [ 3 ] |

### Década de 2000
| Ano  | Ator                 | Programa                 | Personagem                            | Emissora | Ref.   |
| ---- | -------------------- | ------------------------ | ------------------------------------- | -------- | ------ |
| 2002 | Antonio Calloni      | O Clone                  | Mohamed Rachid                        | TV Globo | [ 4 ]  |
| 2002 | Cássio Gabus Mendes  | Um Anjo Caiu do Céu      | Paulinho Matos / Selmo de Windsor     | TV Globo | [ 4 ]  |
| 2002 | Selton Mello         | Os Maias                 | João da Ega                           | TV Globo | [ 4 ]  |
| 2003 | Vladimir Brichta     | Coração de Estudante     | Nélio Garcia                          | TV Globo | [ 5 ]  |
| 2003 | Emílio Orciollo Neto | Esperança                | Marcello Tranquili                    | TV Globo | [ 5 ]  |
| 2003 | Nuno Lopes           | Esperança                | José Manoel Antunes (Murruga)         | TV Globo | [ 5 ]  |
| 2004 | Osmar Prado          | Chocolate com Pimenta    | Margarido da Silva                    | TV Globo | [ 6 ]  |
| 2004 | Kayky Brito          | Chocolate com Pimenta    | Bernadete Melo / Bernardo Melo        | TV Globo | [ 6 ]  |
| 2004 | Luís Melo            | A Casa das Sete Mulheres | Bento Manuel Ribeiro                  | TV Globo | [ 6 ]  |
| 2004 | Marcello Antony      | Mulheres Apaixonadas     | Sérgio Vasconcelos                    | TV Globo | [ 6 ]  |
| 2004 | Taumaturgo Ferreira  | Celebridade              | Nelito Moutinho                       | TV Globo | [ 6 ]  |
| 2004 | Vladimir Brichta     | Kubanacan                | Enrico Puentes (Rico)                 | TV Globo | [ 6 ]  |
| 2005 | Raul Cortez          | Senhora do Destino       | Pedro Correia de Andrade e Couto      | TV Globo | [ 7 ]  |
| 2005 | Eriberto Leão        | Cabocla                  | Tomé                                  | TV Globo | [ 7 ]  |
| 2005 | Lima Duarte          | Da Cor do Pecado         | Afonso Lambertini                     | TV Globo | [ 7 ]  |
| 2005 | Matheus Nachtergaele | Da Cor do Pecado         | Hélio da Silva (Pai Helinho)          | TV Globo | [ 7 ]  |
| 2005 | Eduardo Moscovis     | Senhora do Destino       | Reginaldo Ferreira da Silva (Naldo)   | TV Globo | [ 7 ]  |
| 2005 | Marcello Antony      | Senhora do Destino       | Viriato Ferreira da Silva             | TV Globo | [ 7 ]  |
| 2006 | Bruno Gagliasso      | América                  | Roberto Sinval Fontes Júnior (Júnior) | TV Globo | [ 8 ]  |
| 2006 | Malvino Salvador     | Alma Gêmea               | Vitório Santini                       | TV Globo | [ 8 ]  |
| 2006 | Marcos Frota         | América                  | Pedro Jatobá                          | TV Globo | [ 8 ]  |
| 2006 | Matheus Nachtergaele | América                  | Jesuino Costa (Carreirinha)           | TV Globo | [ 8 ]  |
| 2006 | Reynaldo Gianecchini | Belíssima                | Pascoal da Silva                      | TV Globo | [ 8 ]  |
| 2006 | Leonardo Vieira      | Prova de Amor            | Vitor Lopo Júnior (Lopo / Vitinho)    | RecordTV | [ 8 ]  |
| 2007 | Bruno Gagliasso      | Sinhá Moça               | Ricardo Garcia Fontes                 | TV Globo | [ 9 ]  |
| 2007 | Dan Stulbach         | JK                       | Zinque (Washington de Almeida)        | TV Globo | [ 9 ]  |
| 2007 | Dalton Vigh          | O Profeta                | Clóvis Moura                          | TV Globo | [ 9 ]  |
| 2007 | Caco Ciocler         | Páginas da Vida          | Renato Martins                        | TV Globo | [ 9 ]  |
| 2007 | Thiago Lacerda       | Páginas da Vida          | Jorge Fragoso Martins de Andrade      | TV Globo | [ 9 ]  |
| 2007 | Eduardo Lago         | Páginas da Vida          | Ubirajara Rangel (Bira)               | TV Globo | [ 9 ]  |
| 2008 | Chico Díaz           | Paraíso Tropical         | Jader                                 | TV Globo | [ 10 ] |
| 2008 | Bruno Gagliasso      | Paraíso Tropical         | Ivan Corrêa Novaes                    | TV Globo | [ 10 ] |
| 2008 | Cássio Scapin        | Caminhos do Coração      | Valfredo Pachola (Vavá / Menino-Lobo) | RecordTV | [ 10 ] |
| 2008 | Daniel Dantas        | Paraíso Tropical         | Heitor Schneider                      | TV Globo | [ 10 ] |
| 2008 | Lima Duarte          | Desejo Proibido          | Prefeito Viriato Palhares             | TV Globo | [ 10 ] |
| 2008 | Marcello Antony      | Paraíso Tropical         | Cássio Gouvêia                        | TV Globo | [ 10 ] |
| 2009 | Ary Fontoura         | A Favorita               | Francisco Silveira (Silveirinha)      | TV Globo | [ 11 ] |
| 2009 | André Di Mauro       | Chamas da Vida           | Felipe Rezende (Lipe)                 | RecordTV | [ 11 ] |
| 2009 | Bruno Ferrari        | Chamas da Vida           | Tomás Oliveira Santos                 | RecordTV | [ 11 ] |
| 2009 | Bruno Gagliasso      | Ciranda de Pedra         | Eduardo Ribeiro                       | TV Globo | [ 11 ] |
| 2009 | Iran Malfitano       | A Favorita               | Orlando Queiroz (Orlandinho)          | TV Globo | [ 11 ] |
| 2009 | Jackson Antunes      | A Favorita               | Leonardo Monteiro (Léo)               | TV Globo | [ 11 ] |

### Década de 2010
| Ano  | Ator                 | Programa                      | Personagem                                  | Emissora             | Ref.                 |
| ---- | -------------------- | ----------------------------- | ------------------------------------------- | -------------------- | -------------------- |
| 2010 | Bruno Gagliasso      | Caminho das Índias            | Tarso Cadore                                | TV Globo             | [ 12 ]               |
| 2010 | Ailton Graça         | Cama de Gato                  | José Sebastião dos Santos (Tião)            | TV Globo             | [ 12 ]               |
| 2010 | Anderson Müller      | Caminho das Índias            | Abel Almeida                                | TV Globo             | [ 12 ]               |
| 2010 | Fábio Lago           | Caras & Bocas                 | Fabiano Barros Ferreiro                     | TV Globo             | [ 12 ]               |
| 2010 | Miguel Rômulo        | Caras & Bocas                 | Felipe Nunes Paiva                          | TV Globo             | [ 12 ]               |
| 2010 | Petrônio Gontijo     | Poder Paralelo                | Rodolfo Castellamare (Rudi)                 | RecordTV             | [ 12 ]               |
| 2011 | Cauã Reymond         | Passione                      | Danilo Gouveia                              | TV Globo             | [ 13 ]               |
| 2011 | André Arteche        | Ti Ti Ti                      | Júlio Santana (Julinho)                     | TV Globo             | [ 13 ]               |
| 2011 | Bruno Gagliasso      | Passione                      | Berillo Rondelli                            | TV Globo             | [ 13 ]               |
| 2011 | Marcello Melo Jr.    | Malhação                      | Maicon de Sousa                             | TV Globo             | [ 13 ]               |
| 2011 | Rodrigo Lopez        | Ti Ti Ti                      | Francisco da Silva / Chico (Torrão)         | TV Globo             | [ 13 ]               |
| 2011 | Werner Schünemann    | Passione                      | Saulo Gouveia                               | TV Globo             | [ 13 ]               |
| 2012 | Marcelo Serrado      | Fina Estampa                  | Crodoaldo Valério (Crô)                     | TV Globo             | [ 14 ]               |
| 2012 | André Gonçalves      | Morde & Assopra               | Áureo Alves Junqueira                       | TV Globo             | [ 14 ]               |
| 2012 | Otaviano Costa       | Morde & Assopra               | Élcio Martins / Elaine Martins (Pirulitona) | TV Globo             | [ 14 ]               |
| 2012 | Ricardo Tozzi        | Insensato Coração             | Douglas Batista                             | TV Globo             | [ 14 ]               |
| 2012 | Sandro Rocha         | Vidas em Jogo                 | Cléber Gomes Pedroso                        | RecordTV             | [ 14 ]               |
| 2012 | Thiago Martins       | Insensato Coração             | Vinícius Rocha Amaral                       | TV Globo             | [ 14 ]               |
| 2013 | José de Abreu        | Avenida Brasil                | Nilo Oliveira                               | TV Globo             | [ 15 ] [ 16 ]        |
| 2013 | Davi Lucas           | Malhação: Intensa como a Vida | Álvaro Junior (Orelha)                      | TV Globo             | [ 15 ] [ 16 ]        |
| 2013 | Eriberto Leão        | Guerra dos Sexos              | Ulisses da Silva                            | TV Globo             | [ 15 ] [ 16 ]        |
| 2013 | Juliano Cazarré      | Avenida Brasil                | Adauto                                      | TV Globo             | [ 15 ] [ 16 ]        |
| 2013 | Marcos Caruso        | Avenida Brasil                | Leleco Araújo                               | TV Globo             | [ 15 ] [ 16 ]        |
| 2013 | Rodrigo Andrade      | Gabriela                      | Berto Leal                                  | TV Globo             | [ 15 ] [ 16 ]        |
| 2014 | Thiago Fragoso       | Amor à Vida                   | Nicolas Corona (Niko)                       | TV Globo             | [ 17 ]               |
| 2014 | Alexandre Nero       | Além do Horizonte             | Armando Carvalho / Hermes                   | TV Globo             | [ 17 ]               |
| 2014 | Anderson Di Rizzi    | Amor à Vida                   | Carlos José Araújo (Carlito)                | TV Globo             | [ 17 ]               |
| 2014 | Antônio Fagundes     | Meu Pedacinho de Chão         | Giácomo Brunneto                            | TV Globo             | [ 17 ]               |
| 2014 | Joaquim Lopes        | Sangue Bom                    | Lucindo Lago                                | TV Globo             | [ 17 ]               |
| 2014 | Reynaldo Gianecchini | Em Família                    | Carlos Eduardo Cunha (Cadu)                 | TV Globo             | [ 17 ]               |
| 2015 | Luís Miranda         | Geração Brasil                | Dorothy Benson                              | TV Globo             | [ 18 ] [ 19 ]        |
| 2015 | Aílton Graça         | Império                       | Xana (Adalberto)                            | TV Globo             | [ 18 ] [ 19 ]        |
| 2015 | Carmo Dalla Vecchia  | Império                       | Maurílio Ferreira / Renato Silviano Jr.     | TV Globo             | [ 18 ] [ 19 ]        |
| 2015 | Guilherme Leicam     | Alto Astral                   | Gustavo Martins                             | TV Globo             | [ 18 ] [ 19 ]        |
| 2015 | Paulo Betti          | Império                       | Teodoro (Téo Pereira)                       | TV Globo             | [ 18 ] [ 19 ]        |
| 2015 | Paulo Vilhena        | Império                       | Domingos Salvador (Salvador)                | TV Globo             | [ 18 ] [ 19 ]        |
| 2016 | Não houve premiação. | Não houve premiação.          | Não houve premiação.                        | Não houve premiação. | Não houve premiação. |
| 2017 | Humberto Martins     | A Força do Querer             | Eurico Garcia                               | TV Globo             |                      |
| 2017 | Marcelo Serrado      | Pega Pega                     | Vitor Aguiar Nunes (Malagueta)              | TV Globo             |                      |
| 2017 | Caio Paduan          | Rock Story                    | Alexandre Palhares / Evandro Norris         | TV Globo             |                      |
| 2017 | Tonico Pereira       | A Força do Querer             | Abel Simplício do Carmo                     | TV Globo             |                      |
| 2017 | Dudu Azevedo         | O Rico e o Lázaro             | Asher                                       | RecordTV             |                      |
| 2017 | Rodrigo Simas        | Novo Mundo                    | Piatã                                       | TV Globo             |                      |
| 2018 | João Guilherme       | As Aventuras de Poliana       | Luca Della Torre (Luca Tuber)               | SBT                  | [ 20 ]               |
| 2018 | Chay Suede           | Segundo Sol                   | Ícaro Batista                               | TV Globo             | [ 20 ]               |
| 2018 | Danilo Mesquita      | Segundo Sol                   | Valentim Batista Falcão                     | TV Globo             | [ 20 ]               |
| 2018 | Fabrício Boliveira   | Segundo Sol                   | Roberval dos Santos Athayde                 | TV Globo             | [ 20 ]               |
| 2018 | Guilherme Winter     | Jesus                         | Judas Iscariotes                            | RecordTV             | [ 20 ]               |
| 2018 | Igor Rickli          | Apocalipse                    | Benjamin Aisen Gudman (Ben)                 | RecordTV             | [ 20 ]               |
| 2019 | João Guilherme       | As Aventuras de Poliana       | Luca Della Torre (Luca Tuber)               | SBT                  | [ 21 ] [ 22 ]        |
| 2019 | Armando Babaioff     | Bom Sucesso                   | Diogo Cabral                                | TV Globo             | [ 21 ] [ 22 ]        |
| 2019 | Jesuíta Barbosa      | Verão 90                      | Jerônimo Guerreiro / Rojê Guerreiro         | TV Globo             | [ 21 ] [ 22 ]        |
| 2019 | Lee Taylor           | A Dona do Pedaço              | Camilo D'ávila Muniz                        | TV Globo             | [ 21 ] [ 22 ]        |
| 2019 | Sérgio Guizé         | A Dona do Pedaço              | Ricardo Martins Ramirez (Chiclete)          | TV Globo             | [ 21 ] [ 22 ]        |

### Década de 2020
| Ano  | Ator                 | Programa                   | Personagem                       | Emissora  | Ref.                 |
| ---- | -------------------- | -------------------------- | -------------------------------- | --------- | -------------------- |
| 2020 | Gabriel Miller       | Bugados (t. 2)             | Miguel "Mig"                     | Gloob     | [ 23 ]               |
| 2020 | Matheus Nachtergaele | Todas as Mulheres do Mundo | Cabral                           | Globoplay | [ 23 ]               |
| 2020 | Irandhir Santos      | Amor de Mãe (t. 1)         | Álvaro da Nóbrega                | TV Globo  | [ 23 ]               |
| 2020 | Heitor Martinez      | Amor sem Igual             | Bernardo Rodrigues               | RecordTV  | [ 23 ]               |
| 2020 | Bruno Garcia         | Sob Pressão: Plantão Covid | Dr. Décio Guedes                 | TV Globo  | [ 23 ]               |
| 2021 | Matheus Campos       | As Five (t. 1)             | Lito                             | Globoplay | [ 24 ] [ 25 ]        |
| 2021 | Christian Malheiros  | Sessão de Terapia (t. 5)   | Tony                             | Globoplay | [ 24 ] [ 25 ]        |
| 2021 | Fábio Assunção       | Onde Está Meu Coração      | Dr. David Meireles               | Globoplay | [ 24 ] [ 25 ]        |
| 2021 | Irandhir Santos      | Amor de Mãe (t. 2)         | Álvaro da Nóbrega                | TV Globo  | [ 24 ] [ 25 ]        |
| 2021 | Rodrigo Santoro      | Sessão de Terapia (t. 5)   | Dr. Davi Greco                   | Globoplay | [ 24 ] [ 25 ]        |
| 2022 | Osmar Prado          | Pantanal                   | Joventino Leôncio / Velho do Rio | TV Globo  | [ 26 ] [ 27 ] [ 28 ] |
| 2022 | Ícaro Silva          | Cara e Coragem             | Leonardo Gusmão (Léo)            | TV Globo  | [ 26 ] [ 27 ] [ 28 ] |
| 2022 | José Loreto          | Pantanal                   | Tadeu Aparecido Leôncio          | TV Globo  | [ 26 ] [ 27 ] [ 28 ] |
| 2022 | Juan Paiva           | Um Lugar ao Sol            | Ravi Pereira da Silva            | TV Globo  | [ 26 ] [ 27 ] [ 28 ] |
| 2022 | Seu Jorge            | Manhãs de Setembro         | Lourenço                         | Amazon    | [ 26 ] [ 27 ] [ 28 ] |

## Performances com múltiplas vitórias
| 3 vitórias - Bruno Gagliasso (2 consecutivas) | 2 vitórias - João Guilherme (consecutivas) - Osmar Prado |

## Performances com múltiplas indicações
| 6 indicações - Bruno Gagliasso 3 indicações - Marcello Antony - Matheus Nachtergaele | 2 indicações - Eriberto Leão - Irandhir Santos - João Guilherme - Lima Duarte - Marcelo Serrado - Selton Mello - Reynaldo Gianecchini - Vladimir Brichta |